# Rashid Sumaila
Rashid Sumaila (* 18. Dezember 1992 in Cape Coast) ist ein ghanaischer Fußballspieler, der seit Juni 2015 beim kuwaitischen Erstligisten al Qadsia Kuwait unter Vertrag steht.

## Karriere
Sumaila begann 2003 bei den Ebusua Dwarfs mit dem Fußballspielen im Verein, wo er die Jugendmannschaften durchlief. In der Saison 2010/11 gab der Innenverteidiger seinen Einstand in der Ghana Premier League und wurde am Ende der Saison zum besten Verteidiger der Liga gewählt. Im November 2011 absolvierte Sumaila ein Probetraining beim französischen Zweitligisten RC Lens, zu einer Verpflichtung kam es jedoch nicht. Wechsel des Ghanaers zum marokkanischen Erstligisten Maghreb Tétouan oder Accra Hearts of Oak scheiterten im Sommer 2012, stattdessen wurde Sumaila von den Ebusua Dwarfs für eine Saison an den Ligakonkurrenten Asante Kotoko verliehen; mit dem Verein wurde er erstmals in seiner Karriere ghanaischer Meister. Im Februar 2013 unterschrieb der Ghanaer einen ab Juni 2013 laufenden Fünfjahresvertrag bei den Mamelodi Sundowns. Anfang Mai 2014 sicherte sich Sumaila mit der Mannschaft den Gewinn der südafrikanischen Meisterschaft.
Im April 2011 stand Sumaila bei der U-20-Afrikameisterschaft im Kader der „Black Satellites“ (U-20). 2010 hatte er bereits zur Afrikameisterschafts-Qualifikation beigetragen. Bei den Panafrikanischen Spielen im September 2011 trug Sumaila wesentlich zum Gewinn der Goldmedaille durch die „Black Meteors“ (U-23) bei. Der Trainer der A-Nationalmannschaft Goran Stevanović nominierte Sumaila zwei Monate später erstmals für den Kader der „Black Stars“. Sumaila gab sein Debüt für die A-Nationalmannschaft, nachdem er zwischenzeitlich im vorläufigen Kader für die Afrikameisterschaften 2012 und 2013 gestanden hatte, am 7. Juni 2013, als er beim 3:1-Sieg über den Sudan in der 80. Minute für Albert Adomah eingewechselt wurde. Von Trainer James Kwesi Appiah wurde der Innenverteidiger im Mai 2014 in den vorläufigen Kader für die Weltmeisterschaft 2014 berufen. Sumaila bestritt bis zum 16. Mai 2014 sieben Länderspiele ohne Torerfolg für die „Black Stars“.